# Kamaz
Kamaz (en ruso: КАМАЗ, abreviatura de Камский автомобильный завод; Fábrica de Automóviles del río Kama) es un fabricante de camiones ruso situado en la ciudad de Naberezhnye Chelny, Rusia. 
Kamaz ensambló su primer modelo de camión en febrero de 1976. Actualmente, los modelos más recientes se exportan a Bielorrusia, China y países del Norte de África. Sus camiones poseen un diseño simple y robusto.

## Denominación
El nombre fue modificado varias veces. 1969-1973: Fábrica de automóviles del Kama - dirección de la fábrica de automóviles del Kama (Камский автомобильный завод — дирекция Камского автомобильного завода); se utilizaban las dos denominaciones. Desde 1973: Complejo de fábricas de automóviles de gran tonelaje (Камский комплекс заводов по производству большегрузных автомобилей). Desde 1976 es una sociedad de producción (Производственное объединение, ПО). En 1990 se convierte en una sociedad anónima (акционерное общество, АО).
La denominación usada anteriormente, Kamaz (КамАЗ), ya no se utiliza. Hoy, tanto el nombre de la compañía, como de la marca de automóviles se escribe con mayúsculas, por ejemplo «Kamaz 43114».

## Historia

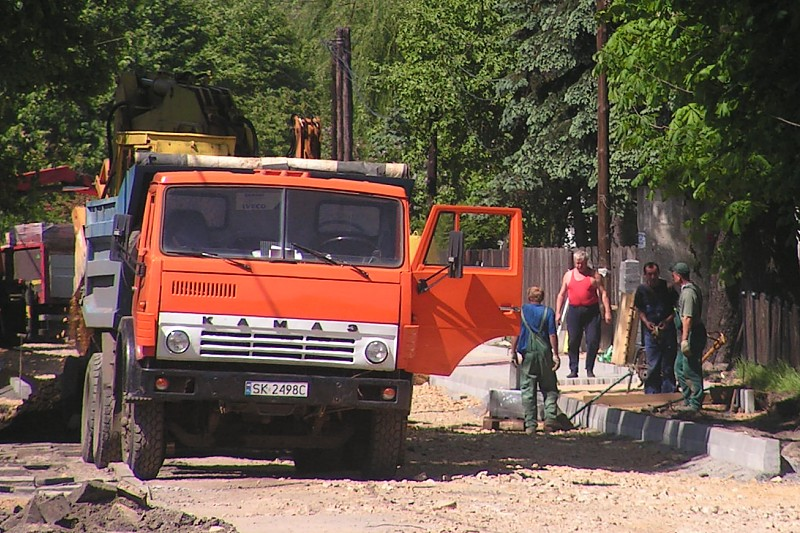
Camión Kamaz en una construcción en Polonia

En 1969, la dirección del comité central del Partido Comunista de la Unión Soviética y del consejo de ministros de la Unión Soviética decidió la construcción de las fábricas para la fabricación de camiones en la ciudad de Náberezhnye Chelný.
La construcción comenzó realmente el 13 de diciembre de 1969, pero el primer Kamaz salió de la línea de montaje principal el 16 de febrero de 1976.
En 1987 se creó la línea de fabricación de los coches pequeños "Oka". El concepto del primer vehículo ("Oka-VASES-111") surgió en 1987. En 1994 empezó la producción.
El 25 de junio de 1990 la empresa se transformó en la primera compañía soviética basada en acciones.
El 14 de abril de 1993 un incendio destruyó la fábrica de motores de Kamaz. En 2005 la tenencia de la parte del control de la compañía de la marca "OKA" fue vendida para formar parte del consorcio "Séverstal".

## Veto comercial occidental
Tras la invasión rusa de Ucrania, la empresa ha sido vetada de los mercados occidentales tales como, los Estados Unidos, la Unión Europea, el Reino Unido, Canadá y otros países occidentales.

## Deporte

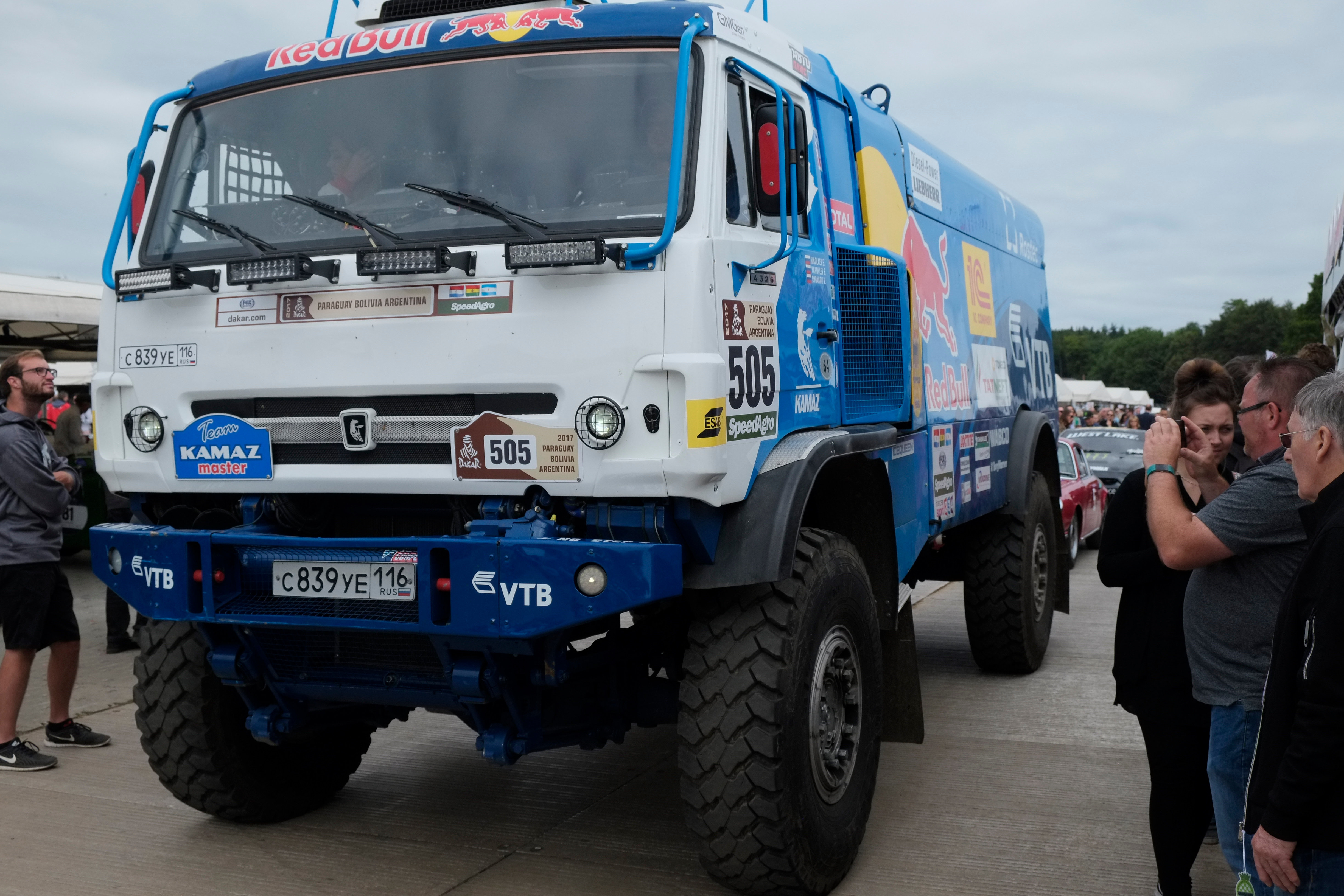
Camión Kamaz de Rally Dakar 2017.

Kamaz participa activamente en diferentes rallies. En diecinueve ocasiones han ganado el Rally Dakar siendo la marca más laureada en la categoría de camiones y siendo la única marca de camiones oficial en los rallies.
| Año  | Piloto            | Ruta                                            |
| ---- | ----------------- | ----------------------------------------------- |
| 1996 | Viktor Moskovskij | Granada - Dakar                                 |
| 2000 | Vladímir Chagin   | París - Dakar - El Cairo                        |
| 2002 | Vladímir Chagin   | Arrás - Madrid - Dakar                          |
| 2003 | Vladímir Chagin   | Marsella - Sharm el-Sheij                       |
| 2004 | Vladímir Chagin   | Clermont-Ferrand - Dakar                        |
| 2005 | Firdaus Kabirov   | Barcelona - Dakar                               |
| 2006 | Vladímir Chagin   | Lisboa - Dakar                                  |
| 2009 | Firdaus Kabirov   | Buenos Aires - Valparaíso - Buenos Aires        |
| 2010 | Vladímir Chagin   | Buenos Aires - Antofagasta - Buenos Aires       |
| 2011 | Vladímir Chagin   | Buenos Aires - Arica - Buenos Aires             |
| 2013 | Eduard Nikolaev   | Lima - Tucumán - Santiago                       |
| 2014 | Andrey Karginov   | Rosario - Salta - Valparaíso                    |
| 2015 | Ayrat Mardeev     | Buenos Aires - Iquique - (Uyuni) - Buenos Aires |
| 2017 | Eduard Nikolaev   | Asunción - La Paz - Buenos Aires                |
| 2018 | Eduard Nikolaev   | Lima - La Paz - Córdoba                         |
| 2019 | Eduard Nikolaev   | Lima - Lima                                     |
| 2020 | Andréi Karguínov  | Yeda - Al-Qiddiya                               |
| 2021 | Dmitry Sotnikov   | Yeda - Yeda                                     |
| 2022 | Dmitry Sotnikov   | Yeda - Yeda                                     |

## Modelos
- Kamaz 6520 6x4 camión de descarga
- Kamaz 6540 8x4 camión de descarga
- Kamaz 6522 6x6 camión de descarga

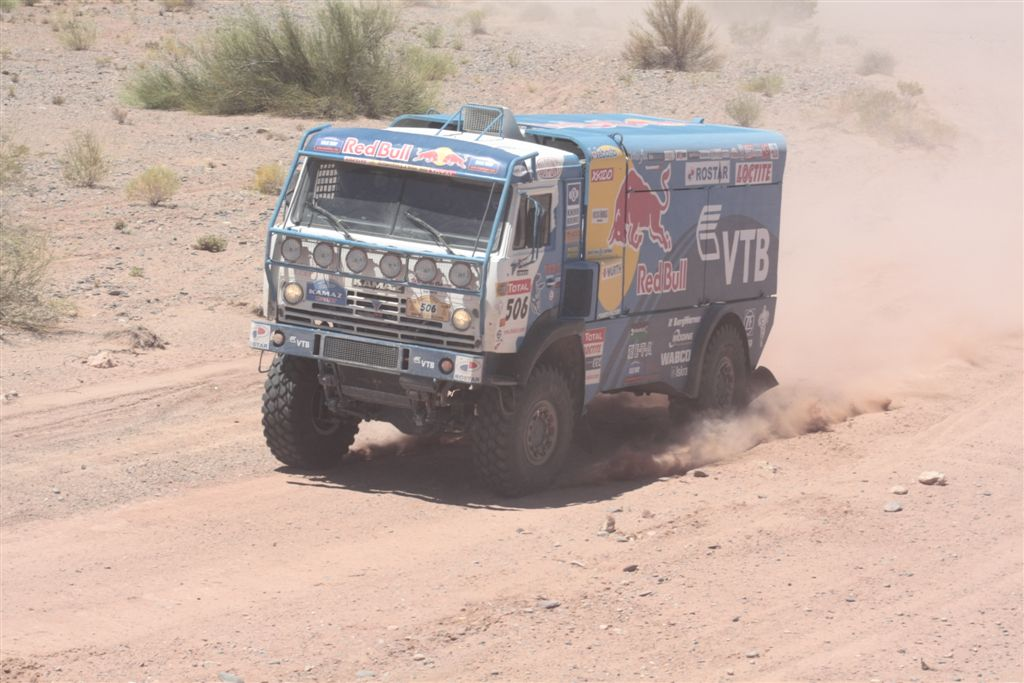
Camión Kamaz en el Rally Dakar 2009

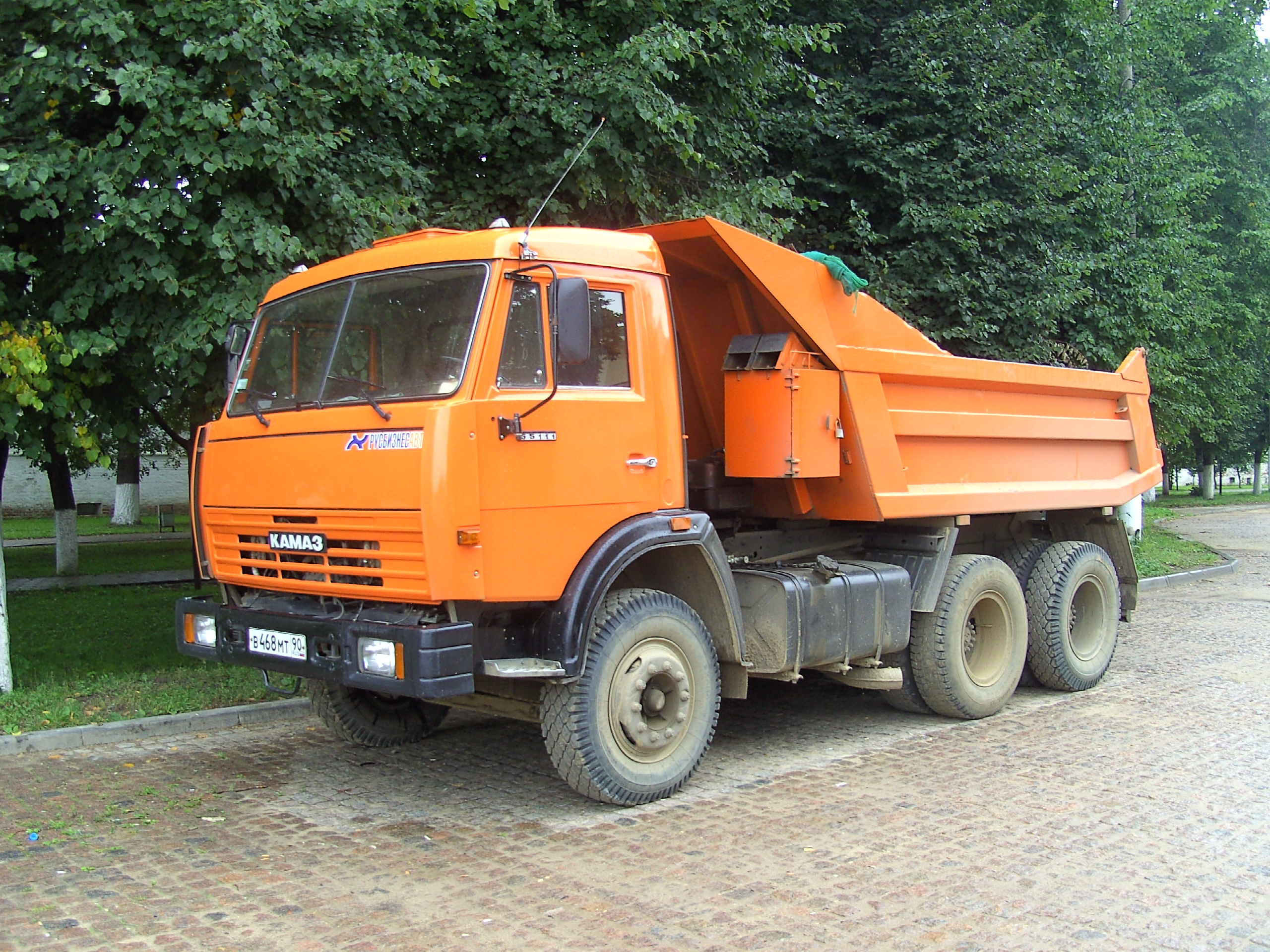
Kamaz 55111

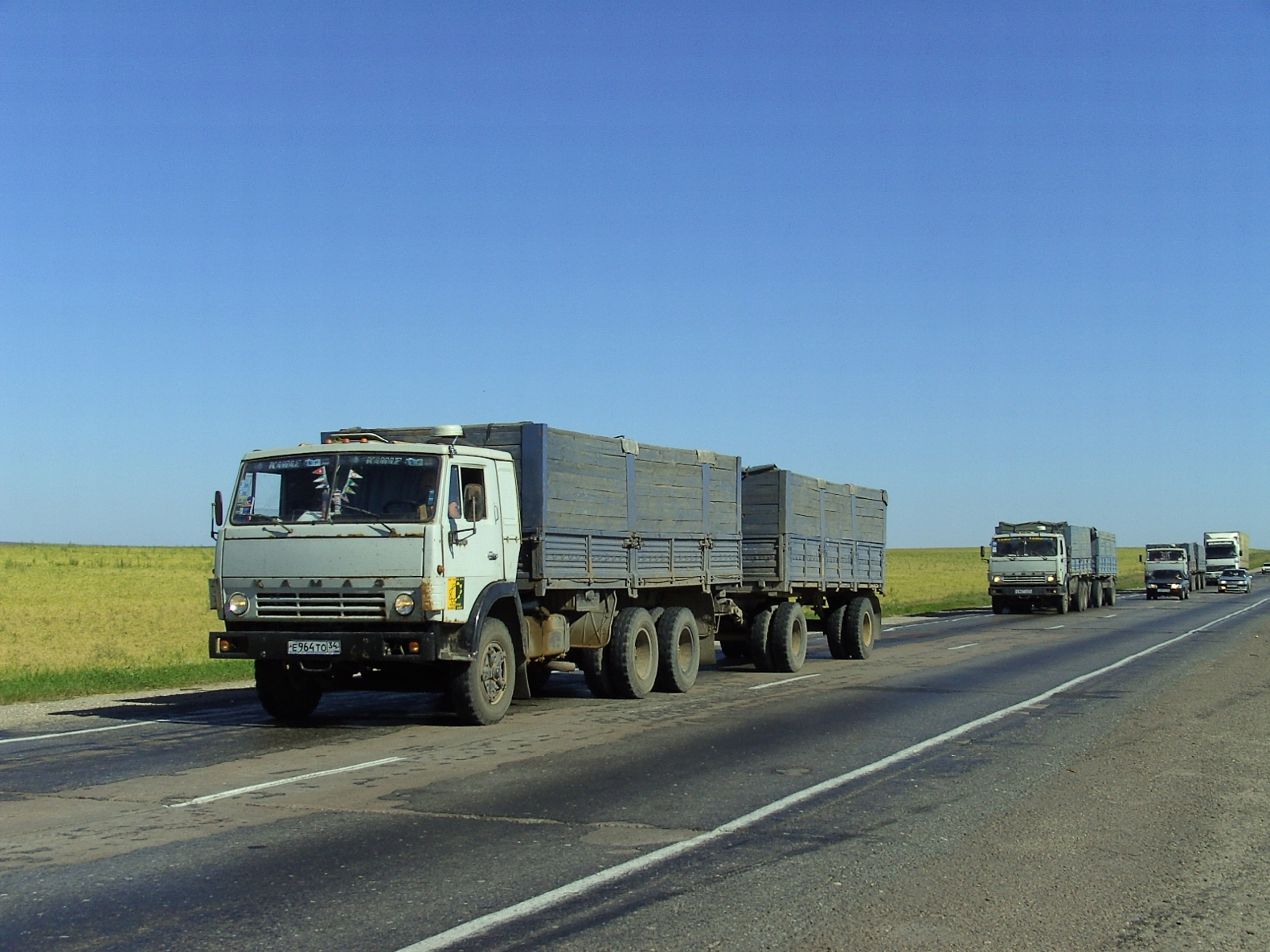
Kamaz

- Kamaz 55111 6x4 camión de descarga
- Kamaz 65115 6x4 camión de descarga
- Kamaz 5320
- Kamaz 65111 6x6 camión de descarga
- Kamaz 53605 4x2 camión de descarga
- Kamaz 43253 4x2 plataforma
- Kamaz 43118 6x6 plataforma
- Kamaz 43114 6x6 plataforma
- Kamaz 65117 6x4 plataforma
- Kamaz 53215 6x4 plataforma
- Kamaz 4326 4x4 plataforma
- Kamaz 491

1 4x2 plataforma
- Kamaz 4308 4x2 mediano alcance
- Kamaz 43118 6x6 Chasis
- Kamaz 65115 6x4 Chasis
- Kamaz 6522 6x6 Chasis
- Kamaz 6540 8x4 Chasis
- Kamaz 6520 6x4 Chasis
- Kamaz 43253 4x2 Chasis
- Kamaz 65117 6x4 Chasis
- Kamaz 4326 4x4 Chasis
- Kamaz 43114 6x6 Chasis
- Kamaz 53215 6x4 Chasis
- Kamaz 4308 4x2 Chasis
- Kamaz 55111 6x4 Chasis
- Kamaz 53205 6x4 Chasis
- Kamaz 53229 6x4 Chasis
- Kamaz 53228 6x4 Chasis
- Kamaz 54115 6x4 Camión de remolque
- Kamaz 5460 4x2 Camión de remolque
- Kamaz 65116 6x4 Camión de remolque
- Kamaz 6460 6x4 Camión de remolque
- Kamaz 44108 6x6 Camión de remolque
- Kamaz 65225 6x6 Camión de remolque
- Kamaz 65226 6x6 Camión de remolque

### Vehículos militares
- Kamaz BPM-97 Vehículo armado 4x4